# 蒂劳
蒂劳是德国下萨克森州的一个市镇。总面积23.53平方公里，总人口1515人，其中男性764人，女性751人（2011年12月31日），人口密度64人/平方公里。